# Gádor Béla

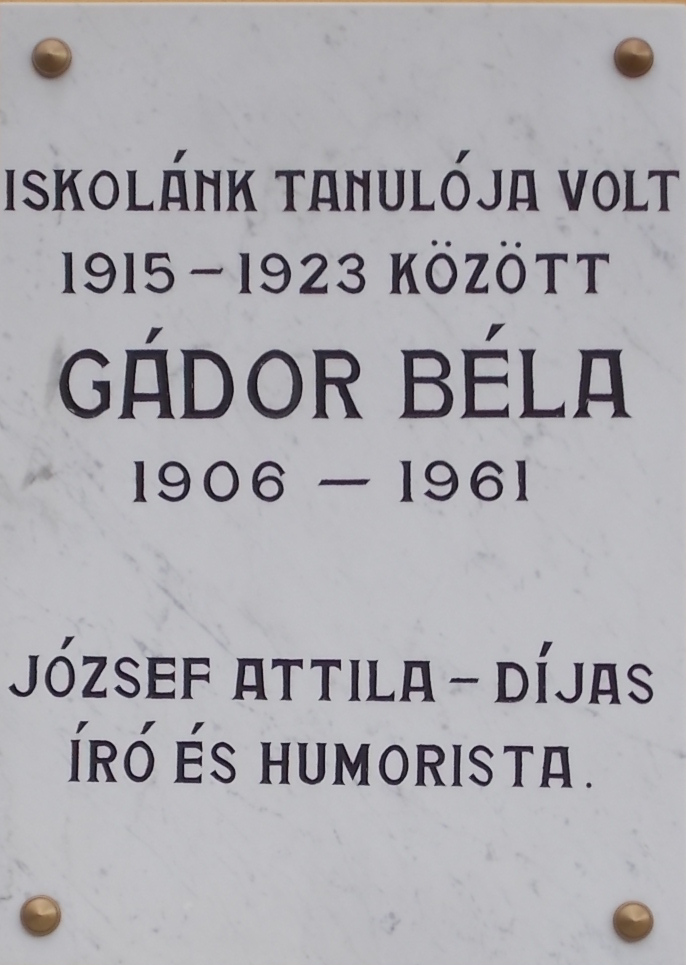
Gádor Béla emléktábla

Gádor Béla (született Guttman) (Nyíregyháza, 1906. május 22. – Budapest, 1961. január 23.) József Attila-díjas (1953) magyar író, újságíró, humorista, forgatókönyvíró.

## Életpályája
Guttman Jónás kávés és Preisz Etel fiaként született zsidó családban. A második világháború előtt banktisztviselőként dolgozott. Megjárta a munkaszolgálatot. A háború után humoros írásokkal, kabaréjelenetekkel mutatkozott be. A Pódium Kabaré, a Kamara Varieté, a Vidám Színpad játszotta jeleneteit. A rádióban Kellér Dezső, Darvas Szilárd és „VAJKO” mellett sokat foglalkoztatott konferanszié volt.
Első felesége Vajda Veronika Viola (1933-tól), második Somogyi Erzsi színésznő volt.
1947-től – haláláig – a Ludas Matyi munkatársa, 1953-ig felelős szerkesztője, 1953–1956 között a főszerkesztője volt. (Ezen a poszton őt Tabi László követte).

## Művei
A Színházi adattárban regisztrált bemutatóinak száma: 47.

### Vígjátékok
- Részeg éjszaka (1946)
- Urak, költők, gyilkosok (1947)
- Lyuk az életrajzon (1958)
- Álomlovag (zene: Fényes Szabolcs, 1960)

### Bábjátékok
- Szerelmes istenek (1955)
- Potyautazás (1959)

### Filmforgatókönyvek
- Állami Áruház (1952)
- Dollárpapa (Gábor Andor vígjátékából, 1956)
- Othello Gyulaházán (1966)
- Lyuk az életrajzon (1973)
- Hungária Kávéház (1976)

### Kötetek
- Kovács úr züllésnek indul. Regény; Literária, Budapest, 1938 (Világvárosi regények)
- Az ellopott siker; Literária, Budapest, 1940 (Világvárosi regények)
- Fele se tréfa. Írták Csikarkov, Darvas Szilárd, Gádor Béla, Tabi László; összeáll., konferansziészöveg Darvas Szilárd; Szikra, Budapest, 1947 (Szabad kabaré)
- Pénz nem számít. Vidám műsordarabok; Darvas Szilárd, Gádor Béla, Rácz György et al.; Kultúra, Budapest, 1947 (Szabad kabaré)
- Nevess jobban!; Athenaeum Ny., Budapest, 1949
- Vidám jelenetek; szöveg Gádor Béla et al.; Művelt Nép, Budapest, 1952 (Színjátszók könyvtára)
- A szatíra szerepe a sajtóban; Magyar Újságírók Országos Szövetsége, Budapest, 1954 (Újságírók szakmai előadásai és vitái)
- Barabás Tibor–Gádor Béla: Állami áruház. Zenés vígjáték; zene Kerekes János, versek Darvas Szilárd; Népszava, Budapest, 1954 (Műsorfüzet)
- Nehéz szatírát írni; Magvető, Budapest, 1955
- Néhány első szerelem története; Szépirodalmi, Budapest, 1958
- Sót vegyenek! Humoreszkek és szatírák; Szépirodalmi, Budapest, 1959
- Írtam mérgemben. Humoreszkek; Szépirodalmi, Budapest, 1961
- Ideges emberek. Válogatott humoreszkek; utószó Szalay Károly; Szépirodalmi, Budapest, 1962 (Olcsó könyvtár)
- Miért lettem pesszimista?; utószó Litványi Károly; Szépirodalmi, Budapest, 1966

### Egyéb művek
- Othello Gyulaházán. Kisregény; A kisregényt először a Magyar Nemzet közölte folytatásokban, 1962-ben.
- Lyuk az életrajzon (regény)

## Díjai, elismerései
- József Attila-díj (1953)
- Munka Érdemrend (1955)